# Pseudoacontias angelorum
Espèce
Statut de conservation UICN

 EN B1ab(iii) : En danger
Pseudoacontias angelorum est une espèce de sauriens de la famille des Scincidae.

## Répartition

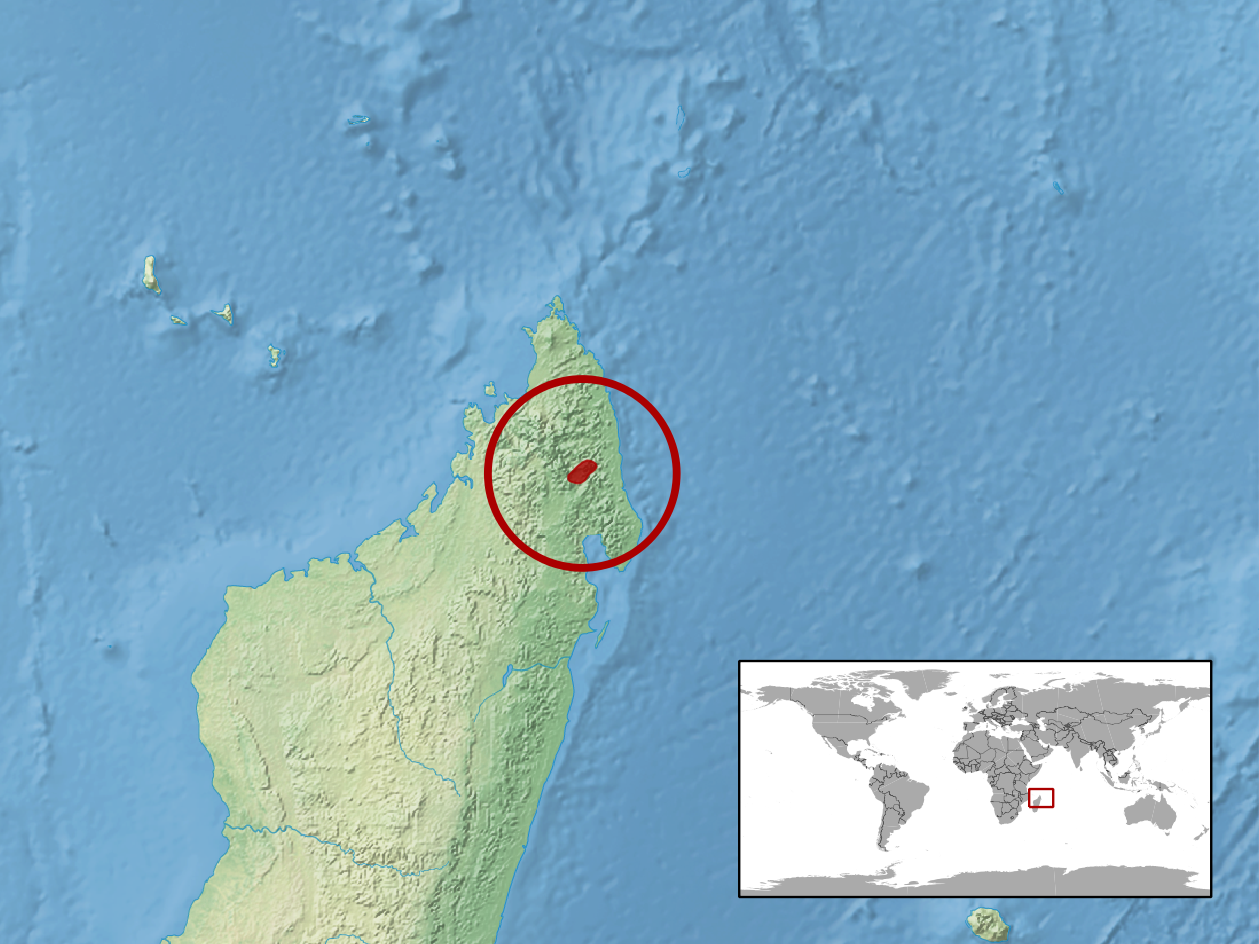
Répartition de l'espèce.

Cette espèce est endémique de Madagascar.

## Étymologie
Cette espèce est nommée en l'honneur d'Angelin Razafimanantsoa et d'Angeluc Razafimanantsoa.

## Publication originale
- Nussbaum & Raxworthy, 1995 : Review of the Scincine Genus Pseudoacontias Barboza du Bocage (Reptilia: Squamata: Scincidae) of Madagascar. Herpetologica, vol. 51, no 1, p. 91-99.